# Roope Puhakka
Roope Puhakka ist ein finnischer Schauspieler.

## Biografie
Im Jahr 2015 spielte Puhakka bei einem Billy Elliot-Musical im Helsinki City Theatre mit. Von 2016 bis 2021 spielte er in der Fernsehserie Salatut elämät mit. Ende 2021 verließ Puhaka die Serie, da er seinen Militärdienst abgeleistet hatte. Anschließend trat er 2017 in Presidentti auf. Zwischen 2018 und 2019 war er in Kämppä tyhjänä zu sehen. Anschließend wurde er für die Serie Pihlajasatu gecastet.
Außerdem bekam Bojang in Pahainpäivä eine Hauptrolle. 2019 setzte er seine Karriere in MC Taalasbiili fort. Im selben Jahr spielte er in Tuuliranta eine Nebenrolle.
Außerdem hat Puhakka eine Tanzgruppe namens Soseboys.

## Filmografie
Serien
- 2016–2021: Salatut elämät
- 2017: Presidentti
- 2018–2019: Kämppä tyhjänä
- 2018: Pahainpäivä
- 2019: Pihlajasatu
- 2019: MC Taalasbiili
- 2019: Tuuliranta